# Cryostasis: Sleep of Reason
Cryostasis: Sleep of Reason (En español Criostasis: La razón durmiente) es un videojuego de terror perteneciente al subgénero de terror psicológico desarrollado por la empresa Action Forms para Microsoft Windows.

## Jugabilidad
La historia del juego se desarrolla con la ayuda de un sistema único llamado Echo-Mental, o la capacidad de penetrar en la memoria de otro personaje y cambiar las medidas adoptadas por ese carácter en el pasado. Esto puede implicar el poder salvar la vida de las personas mediante la adquisición de sus cuerpos en sus recuerdos y cambiar el curso de la historia.
El juego, está situado en un entorno ártico, emplea el calor del cuerpo como un medidor de la salud - el jugador debe utilizar las fuentes de calor (como las luces o estufas) para reponer la salud.

## Argumento
Cryostasis tiene lugar en el año 1981, en un rompehielos de propulsión nuclear de la clase Arktika llamado el viento del Norte, cerca del Polo Norte. El personaje principal, Alexander Nesterov, es un meteorólogo ruso que se suponía iba a bordo del buque; sin embargo se encuentra con que ha sido naufragó desde 1968 y sus tripulantes muertos han sufrido metamorfosis extraña. A través del juego, el personaje se encuentra fragmentos de cuento de hadas de Maxim Gorky The Flaming Corazón de Danko, que es paralelo a lo que sucedió con la nave y su tripulación.
El juego comienza con un hombre llamado Alexander acercándose al viento del Norte en un trineo tirado por perros. Suena la sirena del barco, y el hielo a su alrededor comienza a romperse; que cae a través del hielo, pero inferior es lo suficientemente gruesa que no termine en el agua. A continuación, entra en la nave siguiendo uno de los perros.
De flashbacks y Echo-Mental, revelan un pasado trágico, que tuvo el buque entre todos sus pasajeros conjunto. El capitán tomó un curso peligroso a través del hielo, haciendo caso omiso de las advertencias de su primer oficial. El barco choca con un iceberg y se sufre un daño significativo. El primer oficial reporta el error del capitán cuando se envía un informe a la Sede; a cambio, el HQ responde que el viento del norte, que ya había sido considerado durante mucho tiempo en el diente, será dado de baja al regresar a puerto. Oficial de seguridad de la nave, a sabiendas de que el mensaje se romperá el capitán, el primer oficial advierte a no transmitir a él. Sin embargo, tratar de tomar venganza por la actitud desdeñosa del capitán, él lo hace. El capitán desmoralizado lleva a su viejo amigo, el jefe de ingeniería; Sin embargo, él también lo despide. Mientras el buque esté siendo objeto de reparaciones, que poco a poco se queda atrapado por el hielo cambiante. Después de unas semanas, en un intento de recuperar el respeto de su equipo y finalmente liberarse del hielo, el capitán decide embestir a toda velocidad. Sin embargo, el capitán está herido durante la embestida cuando pierde el equilibrio, y sus acciones se detienen tanto por el oficial de seguridad y el primer oficial, que luego lanza la nave en plena marcha atrás, dando la orden peligroso "emergencia de vuelta". La sala de máquinas se incendia y el núcleo del reactor nuclear desestabiliza; mientras que el equipo comienza a morir lentamente por el frío, la desnutrición y la radiación, el primer oficial, oficial de seguridad y el jefe de ingeniería de tratar de escapar por su cuenta en un helicóptero con el capitán herido, el abandono de la nave condenada y el resto de su tripulación. Cuando el helicóptero está a punto de despegar, núcleo nuclear de la nave finalmente falla, que envuelve la nave con la fuerza misteriosa energía, momento en el que la parte de atrás-historia termina y el barco se convierte en la versión fantasma de sí mismo.
Durante el juego, el personaje principal viene a través de los tripulantes caídos y tiene la oportunidad de corregir sus errores en el pasado con el Echo-Mental. Al final del juego, una batalla con Cronos, el titán de tiempo, se produce. Ganar; gana la oportunidad de salvar la nave entera utilizando Echo Mental en un personaje principal aleatorizado atrás cuando el viento del norte naufragó en 1968. Poseer el primer oficial, él decide no otorgar la nota de desmantelamiento con el capitán y en su lugar va a ayudar a la tripulación con reparaciones; por poseer el jefe de ingeniería, que simpatiza y animar al Capitán cuando llega con el mensaje de la Sede; por poseer el jefe de seguridad, que no ayuda a la primera oficial cuando trata de detener el capitán de chocar el hielo, en vez ayudar al capitán herido, lo que termina liberando a la nave.
Después el flashback final, el personaje es devuelto al comienzo del juego. La secuencia del trineo del perro comienza el mismo, pero cuando Alejandro está a punto de caer por el precipicio, es salvado por el capitán, quien, junto con el primer oficial, el jefe de la ingeniería y el jefe de seguridad, le lleva a bordo el Viento del Norte ; ahora intacto y libre de hielo.

## Desarrollo
El juego es el primero en hacer uso de la física del agua en tiempo real de Nvidia PhysX como se muestra en una demo técnica del motor del juego.

## Recepción
Cryostasis ha recibido críticas mixtas. Recibió una puntuación acumulada de 68.65% en GameRankings y 69/100 en Metacritic. Gamespot lo ha galardonado con el juego de 8 sobre 10, diciendo: "Los destellos de brillantez ayuda congelados este juego de terror y sangre fría a superar sus defectos tecnológicos. . .. pocos juegos de terror provocan escalofríos, así como Cryostasis" Eurogamer fue un poco más crítico, la concesión del juego 6 de los 10 y afirmando que" no es del todo lo suficientemente creativos - sus ambientes caen en una monotonía de habitaciones cansinas y mamparos - y su combate es demasiado torpe para ser delicioso" IGN dio el juego 6 de 10, indicando" Cryostasis se beneficia de las intenciones creativas del desarrollador y tiene algunos elementos muy interesantes el escenario es espeluznante, los bits de viajes en el tiempo.. están participando, y los puntajes generales vibe grande en los componentes tradicionales de susto. Por otra parte, el misterio no desentrañar lo suficientemente rápido para mantener a los jugadores interesados y la progresión general del juego es restrictiva lineal. problemillas sobre la temperatura relativa de bombillas y fogatas a un lado, el elemento de calor del juego es una idea muy creativa que añade tensión y el tono para el juego".

### Premios
Cryostasis recibió varios premios durante Conferencia de Desarroladores de videojuegos Rusa (KRI) en 2006 y 2007.
KRI 2006 - "mejores tecnologías"
KRI 2007 - "mejores gráficos del juego"
Cryostasis también se convirtió en el ganador del Premio de Reconocimiento Especial de GameSpot 2009 en la nominación a Mejor historia.